# Московский международный кинофестиваль 2012
XXXIV Московский международный кинофестиваль прошёл в Москве с 21 по 30 июня 2012 года.
Церемонии открытия и закрытия состоялись в кинотеатре «Октябрь» (а не в киноконцертном зале «Пушкинский», как это было в последние годы). Фестивальные картины демонстрировались в киноцентре «Октябрь» и летнем кинотеатре «Пионер». Пресс-показы проходили в кинотеатре «Художественный», а российскую программу фестиваля принимал Центральный Дом кино.
В этом году впервые на Московском фестивале, с согласия FIAPF, прошёл конкурс короткого метра. Таким образом, было четыре конкурсных программы: основная, документальная, «Перспективы» и короткий метр.

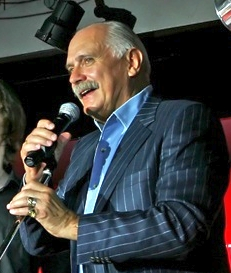
Никита Михалков, Президент кинофестиваля. Фотография 2009 года, сделана во время 31-го ММКФ

## Подготовка к кинофестивалю
22 мая 2012 в рамках Каннского кинофестиваля состоялась пресс-конференция, посвящённая предстоящему кинофестивалю в Москве, на ней были объявлены некоторые участники основного конкурса — «Последняя сказка Риты» режиссёра Ренаты Литвиновой, «Дверь» Иштвана Сабо и «Присутствие великолепия» Ферзана Озпетека, а также новые фильмы Аку Лоухимиеса и Вальдемара Кшистека.

## Руководство кинофестиваля
- Президент — Никита Михалков
- Генеральный продюсер — Леонид Верещагин
- Программный директор — Кирилл Разлогов
- Директор по связям с общественностью — Пётр Шепотинник
- Председатель отборочной комиссии — Андрей Плахов

## Жюри

### Жюри основного конкурса

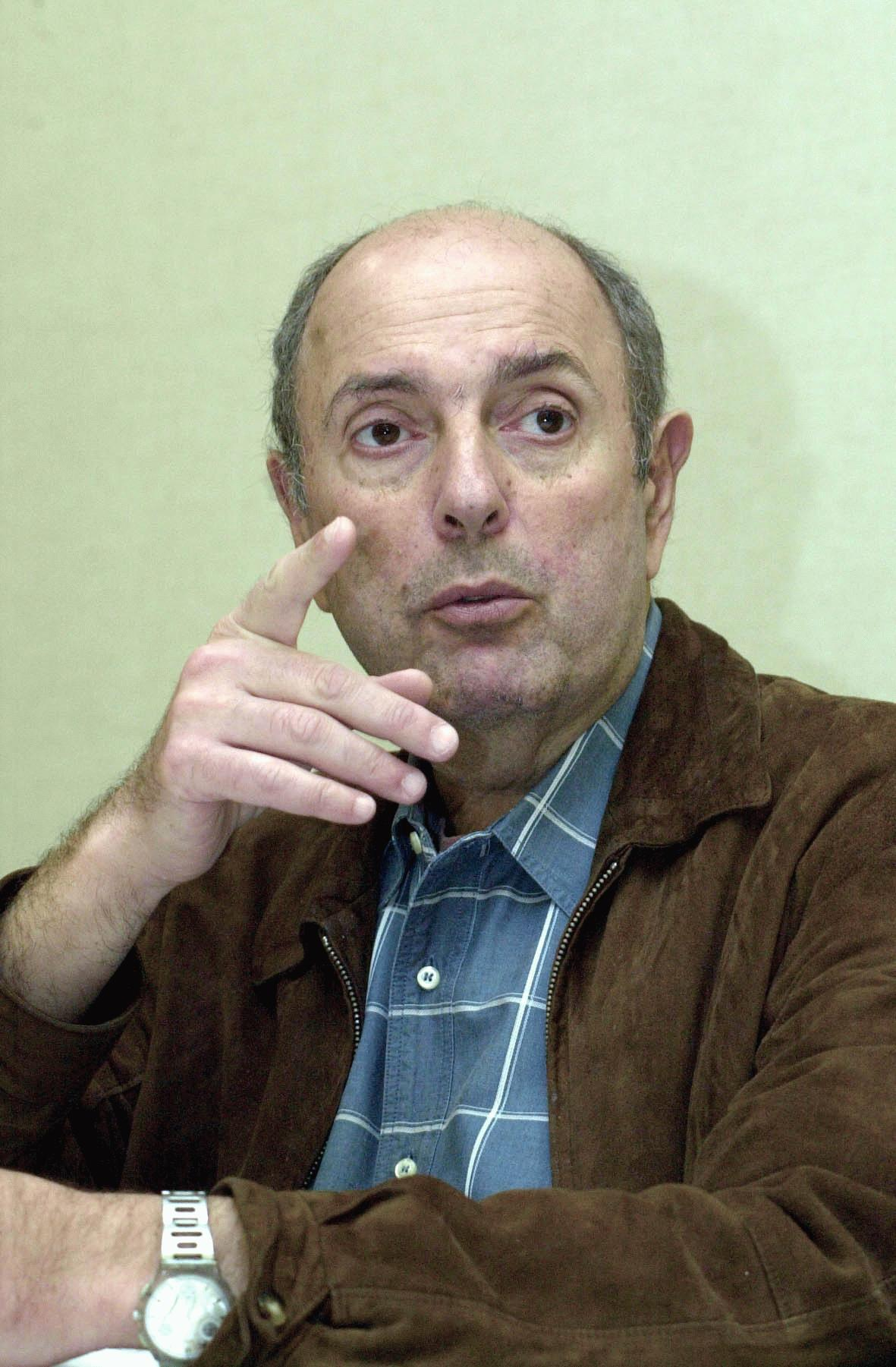
Эктор Бабенко, председатель жюри основного конкурса

Жюри основного конкурса (пять человек).
- Эктор Бабенко (Бразилия), режиссёр, сценарист, продюсер, актёр[3]
- Сергей Лобан (Россия)[3]
- Жан-Марк Барр (Франция), актёр, режиссёр, сценарист и продюсер[4]
- Адриана Кьеза ди Пальма (Италия), продюсер[4], вдова итальянского и американского кинооператора Карло ди Пальма.
- Явор Гырдев (Болгария), театральный и кинорежиссёр (за фильм «Дзифт» Гырдев получил «Серебряного Св. Георгия» за режиссуру на ХХХ ММКФ).

### Жюри конкурса «Перспективы»
Жюри конкурса «Перспективы» (три человека).
- Марина Разбежкина — председатель жюри[5]
- Сильвия Перель (Мексика),[4]
- Дарежан Омирбаев (Казахстан), режиссёр, сценарист[4]

### Жюри конкурса короткометражного кино
У конкурса короткого метра и «Перспектив» будет одно жюри.

### Жюри документального конкурса
Жюри документального конкурса (три человека).
- Джон Альперт[англ.], США, репортёр и режиссёр-документалист (на XXIX ММКФ (2007) в программе «Свободная мысль» был показан фильм Джона Альперта и Мэтью О’Нила «Багдад. Скорая помощь»)[6].
- Владимир Эйснер, Россия, режиссёр-документалист, лауреат Государственной премии России в области литературы и искусства[6].
- Павел Павликовский, кинорежиссёр, работает в Великобритании и Франции[6]

## Программы
- Фильм открытия: «Духless», Россия, реж. Роман Прыгунов.
- Фильм закрытия: «Возлюбленные» (Les Bien-Aimés), Франция, реж. Кристоф Оноре.

### Конкурсные программы
- Основной Конкурс
- Перспективы
- Свободная мысль. Конкурсная программа документального кино
- Конкурс короткометражного кино

### Внеконкурсные программы
- Ретроспектива фильмов гонконгского художника и кинорежиссёра Юньфаня[англ.] (род. 1947)[7]. На XXIII Московском кинофестивале (2001) режиссёр участвовал в конкурсе с картиной «Пионовая беседка» (приз «Cepeбряный Георгий» актрисе Риэ Миядзава за лучшую женскую роль).
- Ретроспектива фильмов немецкого и американского режиссёра Эрнста Любича (1892—1947)[8].
- Программа фильмов киностудии Universal[9].
- Ретроспектива «Картины с выставки»[10].
- Программа «Русский след»[11].
- Программа «Anima Latina»[11].
- «49 мест»[12]. В рамках этого проекта будут показаны «странные фильмы для абсолютных киноманов» без русского перевода. Это эксперимент, от которого организаторы ждут полярной реакции — «то ли толпы, то ли пустых залов».
- Программа «Ателье»[12]. Эта программа представит картины об искусстве и кинематографистах.

## Фильмы-участники

### Основной конкурс
Согласно регламенту ММКФ в основной конкурс могут быть включены только такие фильмы, для которых их показ на московском кинофестиваля будет премьерным.
| Название                     | Оригинальное название (латиницей)                           | Режиссёр          | Страна                      | Год  | Примечания                                                                                               |  |
| ---------------------------- | ----------------------------------------------------------- | ----------------- | --------------------------- | ---- | --- |  |
| 80 миллионов                 | 80 milionów                                                 | Вальдемар Кшистек | Польша                      | 2011 | |  |
| Все копы – ублюдки           | ACAB — All Cops Are Bastards                                | Стефано Соллима   | Италия                      | 2012 | |  |
| Адское пламя                 | Fire in hell / Jiwookhwa                                    | Ли Сан У          | Республика Корея            | 2012 | |  |
| Апостол                      | O Apostolo                                                  | Фернандо Кортисо  | Испания                     | 2012 | Впервые в истории фестиваля в конкурсе представлена анимация — кукольный «Апостол», снятый в формате 3D. |  |
| Взрослея вместе с ветром     | Routedan dar bad / Growing in the wind                      | Рахбар Ганбари    | Иран                        | 2012 | |  |
| Вишенка на гранатовом дереве | Shilishu Shang Jie Yingtao / A cherry on a pomegranate tree | Чэнь Ли           | Китай                       | 2012 | |  |
| Голая бухта                  | Vuosaari                                                    | Аку Лоухимиес     | Финляндия                   | 2012 | |  |
| Гольфстрим под айсбергом     |                                                             | Евгений Пашкевич  | Россия · Латвия             | 2011 | |  |
| Дверь                        | Az ajtó                                                     | Иштван Сабо       | Венгрия · Германия          | 2012 | |  |
| Июль                         | Krapet / July                                               | Кирил Станков     | Болгария                    | 2012 | |  |
| Людоед-вегетарианец          | Ljudozder vegetarijanac / Canibalvegitarian                 | Бранко Шмидт      | Хорватия                    | 2012 | |  |
| Одинокий остров              | Üksik saar / Lonely island                                  | Пеэтер Симм       | Эстония · Беларусь · Латвия | 2012 | |  |
| Орда                         |                                                             | Андрей Прошкин    | Россия                      | 2012 | |  |
| Отбросы                      | Junkhhearts                                                 | Тиндж Кришнан     | Великобритания              | 2012 | Победитель                                                                                               |  |
| Последняя сказка Риты        |                                                             | Рената Литвинова  | Россия                      | 2012 | |  |
| Присутствие великолепия      | Magnifica presenza                                          | Ферзан Озпетек    | Италия                      | 2012 | |  |
| Срок годности                | Fecha de caducidad / Expiration date                        | Кения Маркес      | Мексика                     | 2012 | |  |

### Конкурс «Перспективы»
| Название             | Оригинальное название (латиницей)             | Режиссёр                                        | Страна                  | Год  | Примечания   |
| -------------------- | --------------------------------------------- | ----------------------------------------------- | ----------------------- | ---- | ------------ |
| 170 Гц               | 170 Hz                                        | Йост ван Гинкель                                | Нидерланды              | 2012 |              |
| Ана-Бана             | Ana-Bana                                      | Эдуард Оганесян                                 | Россия                  | 2012 |              |
| Бибоп                | Bebop                                         | Тайс Глогер                                     | Нидерланды              | 2011 |              |
| Все ушли             | Everybody’s gone                              | Георгий Параджанов                              | Россия · Грузия · Чехия | 2012 |              |
| Где мой родной язык? | Ana Dilim Nerede / Where Is My Mother Tongue? | Вели Кахраман                                   | Турция                  | 2012 |              |
| Голливудский мусор   | Garbage                                       | Фил Волкен                                      | США                     | 2011 |              |
| Горечь любви         | Amaro amore                                   | Франческо Хендерсон Пепе                        | Италия                  | 2012 |              |
| Горизонт             | Tian bian / Horizon                           | Номин Хуажи                                     | Китай                   | 2012 |              |
| Город детей          | I poli ton paidion                            | Йоргос Гикапеппас                               | Греция                  | 2011 |              |
| Доктор Кетель        | Dr. Ketel                                     | Линус де Паоли                                  | Германия                | 2011 |              |
| Если все             | If Only Everyone                              | Наталья Беляускене                              | Армения                 | 2012 |              |
| Разрушители          | The Wreckers                                  | Д.Р.Худ                                         | Великобритания          | 2012 | Победитель   |
| Четвёртое измерение  | The 4th Dimension                             | Хармони Корин Алексей Федорченко Ян Квесиньский | США · Россия · Польша   | 2012 | Киноальманах |

### Конкурс документального кино
Куратор программы «Свободная мысль», вице-президент Гильдии неигрового кино и телевидения Григорий Либергал. В конкурсной программе 7 картин различных жанров, сделанных как признанными классиками, так и новичками, работающими в документальном кино.
| Название                     | Оригинальное название (латиницей) | Режиссёр           | Страна                  | Год  | Примечания |
| ---------------------------- | --------------------------------- | ------------------ | ----------------------- | ---- | ---------- |
| В поисках Сахарного Человека | Searching for Sugarman            | Малик Бенджеллуль  | Швеция · Великобритания | 2011 | Победитель |
| Завтра                       |                                   | Андрей Грязев      | Россия                  | 2012 |            |
| Мир перед ней                | The World before Her              | Ниша Пахуджа       | Канада                  | 2012 |            |
| Посол                        | The Ambassador                    | Мадс Брюггер       | Дания                   | 2011 |            |
| Театр Свободы                | Divadlo Svoboda                   | Якуб Гейна         | Чехия                   | 2011 |            |
| ТТ3D: вырваться вперёд       | TT3D: Closer to the Edge          | Ричард Де Арагес   | Великобритания          | 2011 |            |
| Чувственная Математика       | Colors of Math                    | Екатерина Ерёменко | Россия · Германия       | 2012 |            |

### Конкурс короткометражного кино
| Название                     | Оригинальное название (латиницей) | Режиссёр         | Страна         | Год  | Примечания |
| ---------------------------- | --------------------------------- | ---------------- | -------------- | ---- | ---------- |
| Брат                         | Broer                             | Саша Полак       | Нидерланды     | 2011 |            |
| В путь                       | Away                              | Анна Саруханова  | Россия         | 2012 |            |
| Паника                       | Man in fear                       | Уилл Джювелл     | Великобритания | 2011 |            |
| Пепел                        | Ash                               | Тай Дж. Муско    | Сингапур       | 2012 |            |
| Проект «Мозговая центрифуга» | The Centrifuge brain project      | Тилл Новак       | Германия       | 2011 | Победитель |
| Ревность                     | Jealousy                          | Алан Бадоев      | Украина        | 2011 |            |
| Такси-караоке                | Taxi Karaoke                      | Питер П. Смитсус | Таиланд · США  | 2012 |            |

## Награды фестиваля
- Приз за вклад в мировой кинематограф:

режиссёр Тим Бёртон, США
- Специальный приз «За покорение вершин актёрского мастерства и верность принципам школы К. С. Станиславского»:

актриса Катрин Денёв, Франция
- «Золотой Святой Георгий» — Главный приз за лучший фильм:

«Отбросы», Великобритания (Тиндж Кришнан)
- Специальный приз жюри «Серебряный Георгий»:

«Срок годности», Мексика (Кения Маркес)
- Приз «Серебряный Георгий» за лучшую режиссёрскую работу:

«Орда», Россия (Андрей Прошкин)
- Приз «Серебряный Георгий» за лучшее исполнение мужской роли:

Эдди Марсан, «Отбросы», Великобритания
- Приз «Серебряный Георгий» за лучшее исполнение женской роли:

Роза Хайруллина, «Орда», Россия
- Приз «Серебряный Георгий» за лучший фильм конкурса «Перспективы»:

«Разрушители», Великобритания (Д. Р. Худ)
- Приз «Серебряный Георгий» за лучший фильм документального конкурса:

«В поисках Сахарного Человека», Швеция, Великобритания (Малик Бенджеллуль)
- Приз за лучший короткометражный фильм:

«Проект „Мозговая центрифуга“», Германия (Тилл Новак)
- Приз зрительских симпатий:

«Присутствие великолепия», Италия (Ферзан Озпетек)
- Приз жюри Международной федерации кинопрессы (ФИПРЕССИ) за лучший фильм основного конкурса:

«Все копы – ублюдки», Италия (реж. Стефано Соллима)
- Премия ассоциации NETPAC, целью которой является поддержка и продвижение азиатского кино, «За восхитительную комбинацию совершенного видеоряда и концепции прощения в годы тирании»[16]:

«Орда», Россия (Андрей Прошкин)
- Приз жюри российской кинокритики:

«Все копы – ублюдки», Италия (Стефано Соллима)
- Призы Федерации киноклубов России:
  - в программе основного конкурса: фильму «Все копы – ублюдки» («за многогранное и бескомпромиссное отображение проблемы отношений личности и власти») и фильму «Присутствие великолепия» («за неповторимость кинематографического великолепия»)
  - в программе «Перспективы»: «Доктор Кетель», Германия (Линус де Паоли)
  - в программе короткометражного кино — приз «Колючий взгляд»: «Проект „Мозговая центрифуга“», Германия (Тилл Новак) («за блестящее кинематографическое преодоление законов природы»)
  - в программе русского кино: «Кококо» (Авдотья Смирнова)
- Приз журнала «Коммерсантъ Weekend»:

«Последняя сказка Риты», Россия (Рената Литвинова)

## Moscow Business Square
С 25 по 27 июня работала Moscow Business Square (MBS) — деловая площадка 34-го Московского международного кинофестиваля. В рамках MBS прошёл четвёртый Московский Форум Копродукции, на котором продюсеры из России и других стран представили проекты, ориентированные на совместное производство. Организатор форума — Фонд кино. Последний день Форума, 27 июня, был посвящён киноиндустриям стран СНГ.